# برهان طراحی ضعیف

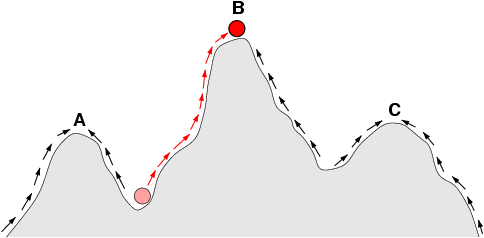
انتخاب طبیعی تطابق جاندار با محیط را به قله می‌رساند، اما این قله اغلب بلندترین قله نیست.

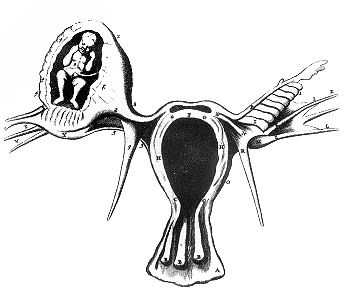
هنرمندی با به تصویر کشیدن طرحی از بارداری نابه جا، نارسایی‌ها و نواقص زیستی این چنینی را دلیل بر ضد وجود ناظم الهی دانسته‌است.

برهان طراحی ضعیف (به انگلیسی: Argument from poor design) یا برهان بی‌نظمی و بی‌غایتی (به انگلیسی: Dysteleological Argument) یکی از راه‌های شک در وجود خدای طراح است؛ و به ویژه در مقام رد خدایی بر می‌آید که گونه‌های زیستی را به‌طور مستقیم و ثبوتی خلق کرده باشد.

## تقریر برهان
ساختار برهان چنین است:
1. خدایی قادر و عالم مطلق، سازواره‌های حیات را با حداکثر نظم و دقت طراحی می‌کند.
2. در جهان شماری خطا در طراحی وجود دارد؛ مثلاً:
چشم آدمی نسبت به نزدیک‌بینی و آب مروارید، به ویژه در پیری بسیار آسیب‌پذیر است.
نقطه کور در شبکیه چشم انسان وجود دارد.
وجود بال در پرندگانی که پرواز نمی‌کنند، بیهوده‌است.
حلق مسیر مشترکی برای گوارش و تنفس است؛ که احتمال خفگی و مرگ را افزایش می‌دهد.
در مردان، بیضه‌ها در ابتدا در شکم تکامل خود را آغاز می‌کنند و سپس ضمن مهاجرت با عبور از دیوارهٔ شکمی به کیسهٔ بیضه وارد می‌شوند. این مسئله منجر به ایجاد دو ناحیهٔ ضعیف دیوارهٔ شکمی می‌شود که امکان تشکیل فتق (هرنیا) در آن‌ها بالاست. مشکلات ناشی از فتق همچون قانقاریا؛ عموماً با مرگ شخص مبتلا پایان می‌پذیرند.
3. بنابراین یا خدا سازواره‌های حیات را خلق نکرده؛ یا خدای قادر و عالم مطلق وجود ندارد.

## نقدها
منتقدان می‌گویند که مجموعه‌ای که در نگاه نخست ممکن است نامنظم به نظر برسد، وقتی در سطحی بالاتر و در کنار اجزای دیگر به آن نگاه کنیم، چه بسا آن را منظم بدانیم؛ و منظور از نظم، نظم غایی است.
برهان به شدت متکی به آزمون و خطا در موارد بسیار جزئی است. همواره پژوهش‌های بیشتر می‌توانند یافته‌های پیشین را رد کنند. برای مثال در گذشته آپاندیس عضوی زائد در بدن انسان به حساب آورده می‌شد، اما یافته‌های جدید حکایت از مفید بودن آن دارند.
یکی از مواردی که در برهان بالا مورد غفلت واقع شده‌است اینکه قسمت نخست از برهان بالا به صورت ناتمام بیان شده‌است و آن اینکه ساختاری که خداوند ارائه داده‌است متناسب با قابلیتهای موجود در این مرتبه از هستی است به عبارت دیگر جهان آفرینش دارای سلسله مراتبی است که به صورت تجربی نیز قابل درک است موجوداتی هستند که مرتبه پایینی از خلقت را دارا هستند و موجودات دیگر به ترتیب دارای تکامل وجودی بیشتری هستند تمام این موجودات با توجه به امکاناتی در این مرتبه از هستی وجود دارد به بهترین وجه ممکن خلق شده‌اند برای ساده‌تر شدن مطلب مثالی زده می‌شود در کارگاه شیرینی سازی امکان ساخت انواع کیک وجود دارد ولی در منزل یک فرد عادی امکانات ساخت تعداد محدودی کیک وجود دارد در هستی نیز همین سلسله مراتب وجود دارد به همین جهت در مرتبه انسانی وجود جسمانی انسان به بهترین شکل ممکن آفریده شده‌است و با توجه به قابلیتهایی که داشته‌است این بهترین حالت ممکن در این زمان برای انسان‌ها است و این مشکل از قدرت خداوند نیست مشکل از قابلیت کم موجود در این مرتبه از هستی است.
حال ممکن است سؤالی پیش اید و آن اینکه خداوند قادر چرا انسان را در این مرتبه آفریده‌است پاسخ اینکه انسان تنها دارای یک مرتبه نیست بلکه دارای سه سطح وجودی است یکی جسم وی دیگری نفس وی و آخر روح یا عقل وی است که در مرتبه نفس و عقل ضعف‌هایی که در مرتبه جسم وجود دارد برای وی وجود ندارد و انسان در همین دنیا نیز دارای سه بعد مذکور است البته این تسامح در گفتار است به عبارت دیگر انسان دارای وجودی سه بعدی است و برای آنکه موجودی متکامل باشد باید در هر سه مرتبه حضور داشته باشد و عدم حضور وی در مرتبه مادی خود نقص به‌شمار می‌آید و از خصوصیات ماده همین قابلیتهای محدود است که در مرتبه فرا مادی این محدودیتها وجود ندارد.

### سخن ویلیام پیلی
ویلیام پیلی متکلم مسیحی و صاحب یکی از مشهورترین روایات برهان نظم است. او می‌گفت که با دیدن یک ساعت می‌فهمیم که ساعت‌سازی وجود دارد، حتی اگر ساعت‌ساز را نشناسیم؛ بنابراین به روش مشابه با دیدن چشم نیز می‌توانیم پی به وجود چشم ساز (خدا) ببریم؛ که او را مستقیماً نمی‌بینیم.
اما به باور پیلی، حتی اگر ساعت گاهی خوب کار نکند، برهان او منتفی نمی‌شود:
این مطلب هم که ساعتی گاهی از مواقع غلط کار کند یا اصلاً بندرت درست کار کند، هیچ تأثیری بر نتیجه‌گیری ما برجای نخواهد گذاشت. فارغ از اینکه ما بی نظمی در حرکت عقربه‌های ساعت را به چه صورتی تعبیر کنیم، یا اینکه برای چنین خلاف نظمی اصلاً تفسیری داشته باشیم یا خیر؛ در هر صورت مقصود و منظور از ساخت آن، طراحی مربوطه و اینکه این دستگاه یقیناً باید طراحی داشته باشد؛ اموری به‌غایت روشن و آشکار می‌باشند. برای اینکه معلوم شود دستگاهی چگونه طراحی و ساخته شده، ضرورتی ندارد که حتماً کامل و در حد کمال باشد؛ و اگر پرسش اصلی این باشد که آیا این دستگاه اصلاً از روی طرح و نقشه خاصی ساخته شده یا خیر، ضرورت مزبور حتی کمتر نیز خواهد شد.